# Halbhavi, Shahpur
Halbhavi là một làng thuộc tehsil Shahpur, huyện Gulbarga, bang Karnataka, Ấn Độ.